# Stade Julien Bergé
 (mars 2025).
Le stade Julien Bergé (en néerlandais : Julien Bergéstadion) est un stade de football situé à Tirlemont, dans la province du Brabant flamand en Belgique. 
L'enceinte héberge les rencontres à domicile du R. FC Tienen-Hageland, porteur du « matricule 132 » de l'URBSFA, qui évolue en Promotion lors de la saison 2013-2014. Ce club s'appelait précédemment RC Tirlemont (qui évolua en Division d’honneur en 1937-1938), puis K. VK Tienen de 1981 à 2013. Le club a adapté sa dénomination à la suite d'une cession de patrimoine qui lui permet d’éviter la radiation pour cause de faillite.

## Histoire
Le stade tire son nom de Julien Bergé, ancien directeur général de la Raffinerie tirlemontoise, la plus grande entreprise de la région. Il a été construit en 1923-1924, spécialement pour Racing Club Tirlemont (appellation du club avant la fusion qui intervient en 1981 pour former l'actuel K. VK Tienen).

## Remarques
Gramaticalement, la langue néerlandaise ne comporte pas de « e accent ». Il est donc fréquent de trouver, selon les sources, et bien que « Bergé » soit un nom propre, la graphie « Bergestadion ».

### Sources et liens externes
- (nl) Le stade Bergé sur le site du R. FC Tienen-Hageland